# Radis
Radis este o comună în Saxonia-Anhalt, Germania